# Hyalotiella transvalensis
Hyalotiella transvalensis är en svampart som beskrevs av Papendorf 1967. Hyalotiella transvalensis ingår i släktet Hyalotiella, divisionen sporsäcksvampar och riket svampar.   Inga underarter finns listade i Catalogue of Life.